# Morralet gros
El morralet gros (Rossia macrosoma) és una espècie comestible de mol·lusc cefalòpode de l'ordre Sepiolida.

## Característiques
El mantell fa fins a 9 cm de llargada, el seu cos té forma de sac. Té dues fileres de ventoses als braços a les femelles i quatre als mascles. Les maces dels tentacles tenen més de vuit fileres de ventoses petites.

## Hàbitat i distribució
Viu en fons sorrencs i fangosos fins a 900 m de fondària. Es troba des de l'oceà Atlàntic oriental, Groenlàndia i Noruega, al Mediterrani, on és comú entre els 200 i 400 m de fondària, i al golf de Guinea.